# كليف دان
كليف دان (بالإنجليزية: Clive Dunn)‏ (و. 1920 – 2012 م) هو مغني، وموسيقي، وكاتب، وممثل أفلام بريطاني، ولد في لندن، توفي في البرتغال، عن عمر يناهز 92 عاماً.

## التعليم
تعلم في أكاديمية إيطاليا كونتي للفنون المسرحية ‏، وSevenoaks School ‏.

## الخدمة العسكرية
خدم في الجيش البريطاني.

## جوائز
حصل على جوائز منها:
- نيشان الامبراطورية البريطانية من رتبة ضابط.

## وصلات خارجية
- كليف دان على موقع IMDb (الإنجليزية)
- كليف دان على موقع روتن توميتوز (الإنجليزية)
- كليف دان على موقع ألو سيني (الفرنسية)
- كليف دان على موقع ميوزك برينز (الإنجليزية)
- كليف دان على موقع تيرنر كلاسيك موفيز (الإنجليزية)
- كليف دان على موقع أول موفي (الإنجليزية)
- كليف دان على موقع قاعدة بيانات الأفلام السويدية (السويدية)
- كليف دان على موقع أول ميوزيك (الإنجليزية)
- كليف دان على موقع ديسكوغز (الإنجليزية)
- كليف دان على موقع قاعدة بيانات الفيلم (الإنجليزية)